# Каштеду (Торре-де-Монкорву)
Каштеду (порт. Castedo) — район (фрегезия) в Португалии, входит в округ Браганса. Является составной частью муниципалитета Торре-де-Монкорву. По старому административному делению входил в провинцию Траз-уж-Монтиш и Алту-Дору. Входит в экономико-статистический субрегион Доуру, который входит в Северный регион. Население составляет 275 человек на 2001 год. Занимает площадь 17,79 км².
Покровителем района считается Архангел Михаил (порт. São Miguel).